# Siti culturali di Al Ain
I siti culturali di Al Ain sono una serie di siti archeologici localizzati nella città di al-'Ayn, negli Emirati Arabi Uniti. Dal 2011 questi insediamenti sono inseriti nell'elenco dei Patrimoni dell'umanità dell'UNESCO.
I siti sono stati selezionati per testimoniare l'occupazione di questa parte di deserto da parte delle prime popolazioni sedentarie; vi sono vestigia di varie culture storiche, a partire dal Neolitico. Tra quelle più degne di nota vi sono tombe circolari, risalenti al 2500 a.C., pozzi e numerose costruzioni in mattoni (edifici residenziali ed amministrativi, palazzi e torri).
In questo modo si mette in rilievo il passaggio nella regione da culture limitate alla caccia ed alla raccolta alle prime culture agricole e sedentarie.

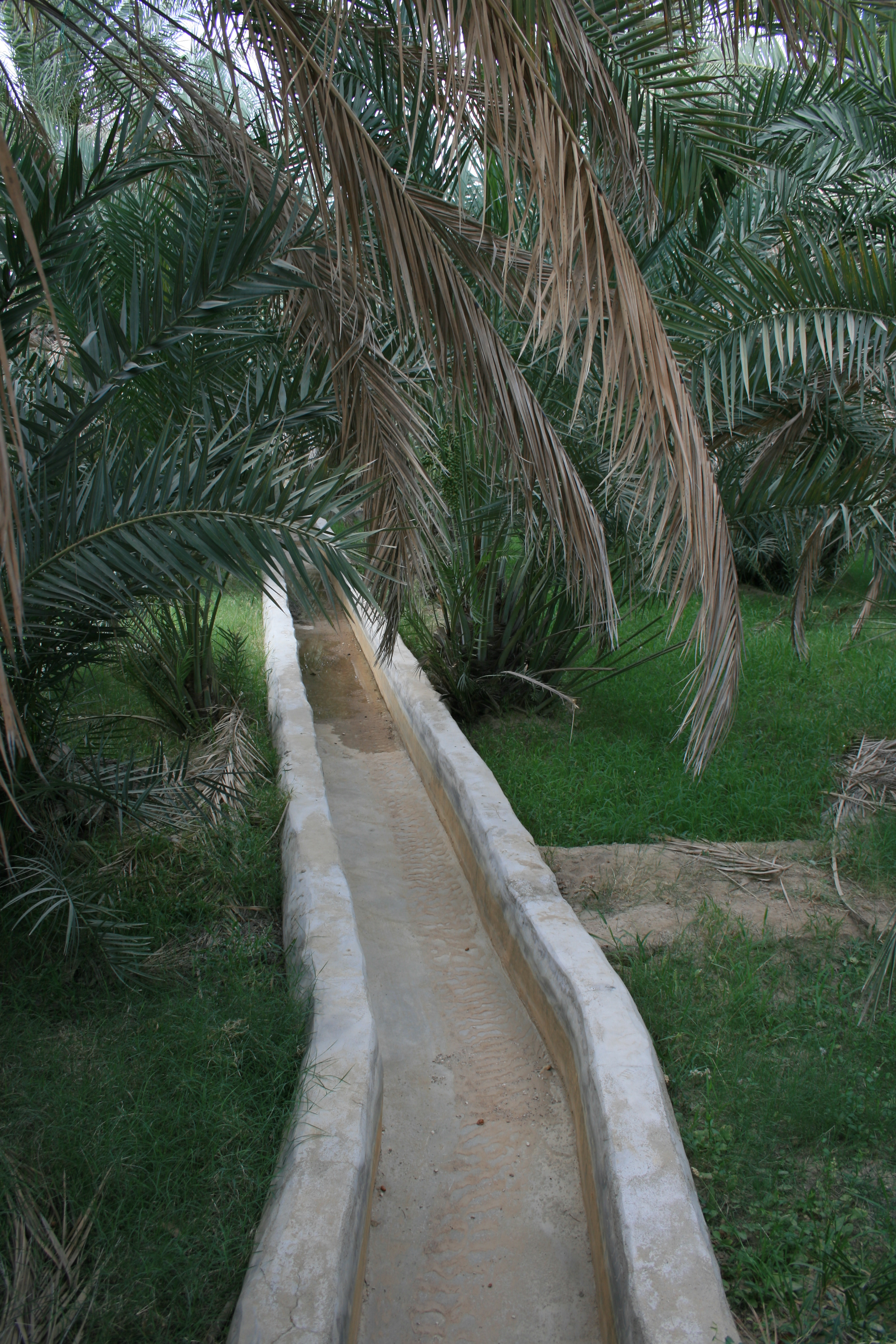
Il sistema di irrigazione falaj

In particolare il sito di Hili costituisce uno dei più antichi esempi del sofisticato sistema di irrigazione falaj, risalente all'età del ferro.